# Purble Place
Purble Place ist eine Suite von drei Computer-Lernspielen des Spielentwicklers Oberon Media. Sie wurde für Microsoft entwickelt und war in Windows Vista und Windows 7 enthalten.
Purble Place wurde in Windows Vista build 5219 eingeführt, gleichzeitig mit Chess Titans und Mahjong Titans.

## Spiele
Die Kollektion hat einen Startbildschirm, von dem aus sich auf drei Spiele zugreifen lässt: Purble Pairs, Comfy Cakes und Purble Shop.
Purble Pairs ist ein Mustererkennung und Memory-Spiel. Ziel ist es, das Tableau abzuräumen. Wenn das Fähigkeitsniveau steigt, erscheint ein Timer, die Gittergröße nimmt zu und es werden mehr ähnliche Bilder verwendet. Das Anfänger-Level hat ein 5x5-Raster, die mittlere Schwierigkeitsstufe hat zwei 6x6-Raster und die höchste Schwierigkeitsstufe hat vier 8x8-Raster. Unter den Motiven der Kartenrückseiten sind Kleeblätter, Herzen, Smileys oder Gummibonbons. Neben einem Narren, der automatisch eine weitere Übereinstimmung einer aufgedeckten Karte findet, sind in den höheren Levels zahlreiche spezielle Paare vorhanden, wie beispielsweise eine Karte der Kuchenteigstation in Comfy Cakes, die das Brett mischt, wenn sie gepaart ist, eine Uhr, die mehr Zeit hinzufügt zum Timer und ein Comfy-Cakes-Koch, der automatisch Kartenpaare mit Kuchen findet und kombiniert. Ein Sneak Peek-Münzbonus ermöglicht es dem Spieler, alle verbleibenden Karten für ein paar Sekunden aufzudecken, aber jede auf diese Weise aufgedeckte Karte wird als Zug gezählt.
Comfy Cakes ist ein Visuomotorik-Computerspiel. Man muss eine Torte nach Bestellung backen und dazu ein Förderband steuern, das sie zu verschiedenen Stationen befördert.
Purble Shop ist ein Spiel, in dem ein Code aus Farben zu ermitteln ist. Dabei gibt es drei verschiedene Level. Auf Level eins sind es drei Farben, für die es j́e drei mögliche Werte gibt, und auf dem zweiten vier Farben mit je vier Werten. Der Spieler bekommt nach jedem Zug, in dem er die Farben rät, mitgeteilt, welche der Farben richtig sind, muss sich also nur noch mit den falsch geratenen befassen. Auf dem schwierigsten Level sind es fünf Farben (für Haar, Augen, Nase, Mund und Kleidung einer Figur) mit je fünf Werten, und der Spieler erfährt nur die Zahl der richtig angegebenen Farben und wie viele davon in der richtigen Position sind; das Spiel funktioniert hier also nach dem Prinzip von Mastermind.